# Gyrothyris williamsi
Gyrothyris williamsi är en armfotingsart som beskrevs av Bitner, Cohen, Long, Richer de Forges och Saito 2008. Gyrothyris williamsi ingår i släktet Gyrothyris och familjen Terebratellidae.
Artens utbredningsområde är havet kring Nya Kaledonien. Inga underarter finns listade i Catalogue of Life.